# 2009-es ATP-szezon
Az alábbi táblázat a 2009-es ATP World Tourba tartozó tenisztornák eredményeit foglalja össze. A 2009-es évtől a Davis-kupa eredmények is világranglista-pontokat adnak.

## Tornatípusok
| Grand Slam                  |
| ATP World Tour Finals       |
| ATP World Tour Masters 1000 |
| ATP World Tour 500          |
| ATP World Tour 250          |
| Csapatversenyek             |

## Január
| Dátum                | Torna                                                                                             | Győztes                                    | Ellenfél a döntőben                       | Elődöntősök                        | Negyeddöntősök                                                         |
| -------------------- | ------------------------------------------------------------------------------------------------- | ------------------------------------------ | ----------------------------------------- | ---------------------------------- | ---------------------------------------------------------------------- |
| január 5.            | Brisbane International Brisbane, Ausztrália ATP World Tour 250 $484,750 - Kemény - 32S/32Q/16D    | Radek Štěpánek 3–6, 6–3, 6–4               | Fernando Verdasco                         | Paul-Henri Mathieu Richard Gasquet | Nisikori Kei Florent Serra Robin Söderling Jo-Wilfried Tsonga          |
| január 5.            | Brisbane International Brisbane, Ausztrália ATP World Tour 250 $484,750 - Kemény - 32S/32Q/16D    | Marc Gicquel / Jo-Wilfried Tsonga 6–4, 6–3 | Fernando Verdasco / Mischa Zverev         | Paul-Henri Mathieu Richard Gasquet | Nisikori Kei Florent Serra Robin Söderling Jo-Wilfried Tsonga          |
| január 5.            | Qatar ExxonMobil Open Doha, Katar ATP World Tour 250 $1,110,250 - Kemény - 32S/32Q/16D            | Andy Murray 6–4, 6–2                       | Andy Roddick                              | Gaël Monfils Roger Federer         | Rafael Nadal Victor Hănescu Szerhij Sztahovszkij Philipp Kohlschreiber |
| január 5.            | Qatar ExxonMobil Open Doha, Katar ATP World Tour 250 $1,110,250 - Kemény - 32S/32Q/16D            | Marc López / Rafael Nadal 4–6, 6–4, 10–8   | Daniel Nestor / Nenad Zimonjić            | Gaël Monfils Roger Federer         | Rafael Nadal Victor Hănescu Szerhij Sztahovszkij Philipp Kohlschreiber |
| január 5.            | Chennai Open Csennaj, India ATP World Tour 250 $450,000 - Kemény - 32S/32Q/16D                    | Marin Čilić 6–4, 7–6(3)                    | Szomdev Devvarman                         | Marcel Granollers Rainer Schüttler | Lukáš Dlouhý Janko Tipsarević Ivo Karlović Björn Phau                  |
| január 5.            | Chennai Open Csennaj, India ATP World Tour 250 $450,000 - Kemény - 32S/32Q/16D                    | Eric Butorac / Rajeev Ram 6–3, 6–4         | Jean-Claude Scherrer / Stanislas Wawrinka | Marcel Granollers Rainer Schüttler | Lukáš Dlouhý Janko Tipsarević Ivo Karlović Björn Phau                  |
| január 12.           | Heineken Open Auckland, Új-Zéland ATP World Tour 250 $480,750 - Kemény - 28S/28Q/16D              | Juan Martín del Potro 6–4, 6–4             | Sam Querrey                               | Robin Söderling David Ferrer       | Viktor Troicki John Isner Nicolás Almagro Philipp Kohlschreiber        |
| január 12.           | Heineken Open Auckland, Új-Zéland ATP World Tour 250 $480,750 - Kemény - 28S/28Q/16D              | Martin Damm / Robert Lindstedt 7–5, 6–4    | Scott Lipsky / Lijendar Pedzs             | Robin Söderling David Ferrer       | Viktor Troicki John Isner Nicolás Almagro Philipp Kohlschreiber        |
| január 12.           | Medibank International Sydney, Ausztrália ATP World Tour 250 $484,750 - Kemény - 28S/32Q/16D      | David Nalbandian 6–3, 6–7(9), 6–2          | Jarkko Nieminen                           | Novak Đoković Richard Gasquet      | Mario Ančić Jo-Wilfried Tsonga Lleyton Hewitt Jérémy Chardy            |
| január 12.           | Medibank International Sydney, Ausztrália ATP World Tour 250 $484,750 - Kemény - 28S/32Q/16D      | Bob Bryan / Mike Bryan 6–1, 7–6(3)         | Daniel Nestor / Nenad Zimonjić            | Novak Đoković Richard Gasquet      | Mario Ančić Jo-Wilfried Tsonga Lleyton Hewitt Jérémy Chardy            |
| január 19. (2 hetes) | 2009-es Australian Open Melbourne, Ausztrália Grand Slam $10,142,240 - Kemény - 128S/128Q/64D/32X | Rafael Nadal 7–5, 3–6, 7–6(3), 3–6, 6–2    | Roger Federer                             | Fernando Verdasco Andy Roddick     | Gilles Simon Jo-Wilfried Tsonga Novak Đoković Juan Martín del Potro    |
| január 19. (2 hetes) | 2009-es Australian Open Melbourne, Ausztrália Grand Slam $10,142,240 - Kemény - 128S/128Q/64D/32X | Bob Bryan / Mike Bryan 2–6, 7–5, 6–0       | Mahesh Bhupathi / Mark Knowles            | Fernando Verdasco Andy Roddick     | Gilles Simon Jo-Wilfried Tsonga Novak Đoković Juan Martín del Potro    |
| január 19. (2 hetes) | 2009-es Australian Open Melbourne, Ausztrália Grand Slam $10,142,240 - Kemény - 128S/128Q/64D/32X | Mahesh Bhupathi / Sania Mirza 6–3, 6–1     | Andy Ram / Nathalie Dechy                 | Fernando Verdasco Andy Roddick     | Gilles Simon Jo-Wilfried Tsonga Novak Đoković Juan Martín del Potro    |

## Február
| Dátum       | Torna | Győztes                                           | Ellenfél a döntőben                | Elődöntősök                           | Negyeddöntősök                                                                |
| ----------- | --- | ------------------------------------------------- | ---------------------------------- | ------------------------------------- | ----------------------------------------------------------------------------- |
| február 2.  | Movistar Open Viña del Mar, Chile ATP World Tour 250 $496,750 - Salak - 28S/32Q/16D                                                        | Fernando González 6–1, 6–3                        | José Acasuso                       | Pablo Cuevas Tommy Robredo            | Juan Mónaco Paul Capdeville Sebastian Decoud Juan Ignacio Chela               |
| február 2.  | Movistar Open Viña del Mar, Chile ATP World Tour 250 $496,750 - Salak - 28S/32Q/16D                                                        | Pablo Cuevas / Brian Dabul 6–3, 6–3               | František Čermák / Michal Mertiňák | Pablo Cuevas Tommy Robredo            | Juan Mónaco Paul Capdeville Sebastian Decoud Juan Ignacio Chela               |
| február 2.  | PBZ Zagreb Indoors Zágráb, Horvátország ATP World Tour 250 €450,000 - Kemény (fedett) - 32S/32Q/16D                                        | Marin Čilić 6–3, 6–4                              | Mario Ančić                        | Jan Hernych Viktor Troicki            | Ivan Dodig Mischa Zverev Szerhij Sztahovszkij Antonio Veić                    |
| február 2.  | PBZ Zagreb Indoors Zágráb, Horvátország ATP World Tour 250 €450,000 - Kemény (fedett) - 32S/32Q/16D                                        | Martin Damm / Robert Lindstedt 6–4, 6–3           | Christopher Kas / Rogier Wassen    | Jan Hernych Viktor Troicki            | Ivan Dodig Mischa Zverev Szerhij Sztahovszkij Antonio Veić                    |
| február 2.  | SA Tennis Open Johannesburg, Dél-Afrika ATP World Tour 250 $500,000 - Kemény - 32S/32Q/16D                                                 | Jo-Wilfried Tsonga 6–4, 7–6(5)                    | Jérémy Chardy                      | Frederico Gil David Ferrer            | Kristof Vliegen Guillermo García López Sébastien De Chaunac Márkosz Pagdatísz |
| február 2.  | SA Tennis Open Johannesburg, Dél-Afrika ATP World Tour 250 $500,000 - Kemény - 32S/32Q/16D                                                 | James Cerretani / Dick Norman 6–7(7), 6–2, 14–12  | Rik De Voest / Ashley Fisher       | Frederico Gil David Ferrer            | Kristof Vliegen Guillermo García López Sébastien De Chaunac Márkosz Pagdatísz |
| február 9.  | SAP Open San José, Amerikai Egyesült Államok ATP World Tour 250 $600,000 - Kemény (fedett) - 32S/32Q/16D                                   | Radek Štěpánek 3–6, 6–4, 6–2                      | Mardy Fish                         | Andy Roddick James Blake              | Tommy Haas Todd Widom Sam Querrey Juan Martín del Potro                       |
| február 9.  | SAP Open San José, Amerikai Egyesült Államok ATP World Tour 250 $600,000 - Kemény (fedett) - 32S/32Q/16D                                   | Tommy Haas / Radek Štěpánek 6–2, 6–3              | Rohan Bopanna / Jarkko Nieminen    | Andy Roddick James Blake              | Tommy Haas Todd Widom Sam Querrey Juan Martín del Potro                       |
| február 9.  | Brasil Open Costa do Sauípe, Brazília ATP World Tour 250 $562,500 - Salak - 32S/32Q/16D                                                    | Tommy Robredo 6–3, 3–6, 6–4                       | Thomaz Bellucci                    | Frederico Gil José Acasuso            | Nicolás Almagro Juan Carlos Ferrero Eduardo Schwank Alberto Martín            |
| február 9.  | Brasil Open Costa do Sauípe, Brazília ATP World Tour 250 $562,500 - Salak - 32S/32Q/16D                                                    | Marcel Granollers / Tommy Robredo 6–4, 7–5        | Lucas Arnold Ker / Juan Mónaco     | Frederico Gil José Acasuso            | Nicolás Almagro Juan Carlos Ferrero Eduardo Schwank Alberto Martín            |
| február 9.  | ABN AMRO World Tennis Tournament Rotterdam, Hollandia ATP World Tour 500 €1,445,000 - Kemény (fedett) - 32S/16Q/16D                        | Andy Murray 6–3, 4–6, 6–0                         | Rafael Nadal                       | Gaël Monfils Mario Ančić              | Jo-Wilfried Tsonga Julien Benneteau Mihail Juzsnij Marc Gicquel               |
| február 9.  | ABN AMRO World Tennis Tournament Rotterdam, Hollandia ATP World Tour 500 €1,445,000 - Kemény (fedett) - 32S/16Q/16D                        | Daniel Nestor / Nenad Zimonjić 6–2, 7–5           | Lukáš Dlouhý / Lijendar Pedzs      | Gaël Monfils Mario Ančić              | Jo-Wilfried Tsonga Julien Benneteau Mihail Juzsnij Marc Gicquel               |
| február 16. | Open 13 Marseille, Franciaország ATP World Tour 250 €576,000 - Kemény (fedett) - 32S/32Q/16D                                               | Jo-Wilfried Tsonga 7–5, 7–6(3)                    | Michaël Llodra                     | Novak Đoković Gilles Simon            | Mischa Zverev Feliciano López Mihail Juzsnij Julien Benneteau                 |
| február 16. | Open 13 Marseille, Franciaország ATP World Tour 250 €576,000 - Kemény (fedett) - 32S/32Q/16D                                               | Arnaud Clément / Michaël Llodra 3–6, 6–3, 10–8    | Julian Knowle / Andy Ram           | Novak Đoković Gilles Simon            | Mischa Zverev Feliciano López Mihail Juzsnij Julien Benneteau                 |
| február 16. | Copa Telmex Buenos Aires, Argentína ATP World Tour 250 $600,000 - Salak - 32S/32Q/16D                                                      | Tommy Robredo 7–5, 2–6, 7–6(5)                    | Juan Mónaco                        | David Nalbandian José Acasuso         | Juan Carlos Ferrero Maximo González Franco Ferreiro Óscar Hernández           |
| február 16. | Copa Telmex Buenos Aires, Argentína ATP World Tour 250 $600,000 - Salak - 32S/32Q/16D                                                      | Marcel Granollers / Alberto Martín 6–3, 5–7, 10–8 | Nicolás Almagro / Santiago Ventura | David Nalbandian José Acasuso         | Juan Carlos Ferrero Maximo González Franco Ferreiro Óscar Hernández           |
| február 16. | Regions Morgan Keegan Championships Memphis, Amerikai Egyesült Államok ATP World Tour 500 $1,226,500 - Kemény (fedett) - 32S/32Q/16D       | Andy Roddick 7–5, 7–5                             | Radek Štěpánek                     | Lleyton Hewitt Dudi Sela              | Sam Querrey Christophe Rochus Igor Kunyicin Juan Martín del Potro             |
| február 16. | Regions Morgan Keegan Championships Memphis, Amerikai Egyesült Államok ATP World Tour 500 $1,226,500 - Kemény (fedett) - 32S/32Q/16D       | Mardy Fish / Mark Knowles 7–6(7), 6–1             | Travis Parrott / Filip Polášek     | Lleyton Hewitt Dudi Sela              | Sam Querrey Christophe Rochus Igor Kunyicin Juan Martín del Potro             |
| február 23. | Delray Beach International Tennis Championships Delray Beach, Amerikai Egyesült Államok ATP World Tour 250 $500,000 - Kemény - 32S/32Q/16D | Mardy Fish 7–5, 6–3                               | Jevgenyij Koroljov                 | Jérémy Chardy Christophe Rochus       | Florent Serra Márkosz Pagdatísz Guillermo García López Stefan Koubek          |
| február 23. | Delray Beach International Tennis Championships Delray Beach, Amerikai Egyesült Államok ATP World Tour 250 $500,000 - Kemény - 32S/32Q/16D | Bob Bryan / Mike Bryan 6–4, 6–4                   | Marcelo Melo / André Sá            | Jérémy Chardy Christophe Rochus       | Florent Serra Márkosz Pagdatísz Guillermo García López Stefan Koubek          |
| február 23. | Dubai Open Dubaj, Egyesült Arab Emírségek ATP World Tour 500 $2,233,000 - Kemény - 32S/32Q/16D                                             | Novak Đoković 7–5, 6–3                            | David Ferrer                       | Gilles Simon Richard Gasquet          | Marin Čilić Fabrice Santoro Igor Andrejev Andy Murray                         |
| február 23. | Dubai Open Dubaj, Egyesült Arab Emírségek ATP World Tour 500 $2,233,000 - Kemény - 32S/32Q/16D                                             | Rik de Voest / Dmitrij Turszunov 4–6, 6–3, 10–5   | Martin Damm / Robert Lindstedt     | Gilles Simon Richard Gasquet          | Marin Čilić Fabrice Santoro Igor Andrejev Andy Murray                         |
| február 23. | Abierto Mexicano Telcel Acapulco, Mexikó ATP World Tour 500 $1,226,500 - Salak - 32S/32Q/16D                                               | Nicolás Almagro 6–4, 6–4                          | Gaël Monfils                       | Martín Vassallo Argüello José Acasuso | Daniel Köllerer Daniel Gimeno Traver Tommy Robredo Leonardo Mayer             |
| február 23. | Abierto Mexicano Telcel Acapulco, Mexikó ATP World Tour 500 $1,226,500 - Salak - 32S/32Q/16D                                               | František Čermák / Michal Mertiňák 4–6, 6–4, 10–7 | Łukasz Kubot / Oliver Marach       | Martín Vassallo Argüello José Acasuso | Daniel Köllerer Daniel Gimeno Traver Tommy Robredo Leonardo Mayer             |

## Március
| Dátum                   | Torna | Győztes | Ellenfél a döntőben                                                                             | Elődöntősök                         | Negyeddöntősök                                                      |
| ----------------------- | --- | --- | ----------------------------------------------------------------------------------------------- | ----------------------------------- | ------------------------------------------------------------------- |
| március 2.              | Davis-kupa 1. kör Buenos Aires, Argentína - Salak Ostrava, Csehország - Szőnyeg (fedett) Birmingham, Amerikai Egyesült Államok - Kemény (fedett) Poreč, Horvátország - Kemény (fedett) Malmö, Svédország - Szőnyeg (fedett) Nagyszeben, Románia - Szőnyeg (fedett) Gar.-Partenkirchen, Németország - Kemény (fedett) Benidorm, Spanyolország - Salak | Győztesek Argentína 5-0 · Csehország 3-2 · Egyesült Államok 4-1 · Horvátország 5-0 · Izrael 3-2 · Oroszország 4-1 · Németország 3-2 · Spanyolország 4-1 | Vesztesek Hollandia · Franciaország · Svájc · Chile · Svédország · Románia · Ausztria · Szerbia |                                     |                                                                     |
| március 12. március 17. | Indian Wells Masters Indian Wells, USA ATP World Tour Masters 1000 $5,250,000 - Kemény - 96S/48Q/32D | Rafael Nadal 6-1, 6-2 | Andy Murray                                                                                     | Andy Roddick Roger Federer          | Juan Martín del Potro Novak Đoković Ivan Ljubičić Fernando Verdasco |
| március 12. március 17. | Indian Wells Masters Indian Wells, USA ATP World Tour Masters 1000 $5,250,000 - Kemény - 96S/48Q/32D | Mardy Fish / Andy Roddick 3-6, 6-1, 14-12 | Makszim Mirni / Andy Ram                                                                        | Andy Roddick Roger Federer          | Juan Martín del Potro Novak Đoković Ivan Ljubičić Fernando Verdasco |
| március 25. március 30. | Miami Masters Miami, USA ATP World Tour Masters 1000 $5,250,000 - Kemény - 96S/48Q/32D | Andy Murray 6-2, 7-5 | Novak Đoković                                                                                   | Juan Martín del Potro Roger Federer | Rafael Nadal Fernando Verdasco Jo-Wilfried Tsonga Andy Roddick      |
| március 25. március 30. | Miami Masters Miami, USA ATP World Tour Masters 1000 $5,250,000 - Kemény - 96S/48Q/32D | Makszim Mirni / Andy Ram 6-7(4), 6-2, 10-7 | Ashley Fisher / Stephen Huss                                                                    | Juan Martín del Potro Roger Federer | Rafael Nadal Fernando Verdasco Jo-Wilfried Tsonga Andy Roddick      |

## Április
| Dátum       | Torna | Győztes                                        | Ellenfél a döntőben            | Elődöntősök                           | Negyeddöntősök                                                    |
| ----------- | --- | ---------------------------------------------- | ------------------------------ | ------------------------------------- | ----------------------------------------------------------------- |
| április 6.  | Grand Prix Hassan II Casablanca, Marokkó ATP World Tour 250 €450,000 - Salak - 32S/24Q/16D                               | Juan Carlos Ferrero 6-4, 7-5                   | Florent Serra                  | Igor Andrejev Albert Montañés         | Marc Gicquel Victor Hănescu Frederico Gil Tejmuraz Gabasvili      |
| április 6.  | Grand Prix Hassan II Casablanca, Marokkó ATP World Tour 250 €450,000 - Salak - 32S/24Q/16D                               | Łukasz Kubot / Oliver Marach 7-6(4), 3-6, 10-6 | Simon Aspelin / Paul Hanley    | Igor Andrejev Albert Montañés         | Marc Gicquel Victor Hănescu Frederico Gil Tejmuraz Gabasvili      |
| április 6.  | U.S. Men's Clay Court Championships Houston, Amerikai Egyesült Államok ATP World Tour 250 $500,000 - Salak - 32S/16Q/16D | Lleyton Hewitt 6-2, 7-5                        | Wayne Odesnik                  | Jevgenyij Koroljov Björn Phau         | Guillermo Cañas Guillermo García López John Isner Tommy Haas      |
| április 6.  | U.S. Men's Clay Court Championships Houston, Amerikai Egyesült Államok ATP World Tour 250 $500,000 - Salak - 32S/16Q/16D | Bob Bryan / Mike Bryan 6-1, 6-2                | Jesse Levine / Ryan Sweeting   | Jevgenyij Koroljov Björn Phau         | Guillermo Cañas Guillermo García López John Isner Tommy Haas      |
| április 13. | Monte Carlo Masters Monte Carlo, Monaco ATP World Tour Masters 1000 €2,750,000 - Salak - 56S/28Q/24D                     | Rafael Nadal 6-3, 2-6, 6-1                     | Novak Đoković                  | Andy Murray Stanislas Wawrinka        | Ivan Ljubičić Nyikolaj Davigyenko Fernando Verdasco Andreas Beck  |
| április 13. | Monte Carlo Masters Monte Carlo, Monaco ATP World Tour Masters 1000 €2,750,000 - Salak - 56S/28Q/24D                     | Daniel Nestor / Nenad Zimonjić 6-4, 6-1        | Bob Bryan / Mike Bryan         | Andy Murray Stanislas Wawrinka        | Ivan Ljubičić Nyikolaj Davigyenko Fernando Verdasco Andreas Beck  |
| április 20. | Open Sabadell Atlántico Barcelona, Spanyolország ATP World Tour 500 €1,995,000 - Salak - 56S/28Q/24D                     | Rafael Nadal 6-2, 7-5                          | David Ferrer                   | Nyikolaj Davigyenko Fernando González | David Nalbandian Radek Štěpánek Tommy Robredo Fernando Verdasco   |
| április 20. | Open Sabadell Atlántico Barcelona, Spanyolország ATP World Tour 500 €1,995,000 - Salak - 56S/28Q/24D                     | Daniel Nestor / Nenad Zimonjić 6-3, 7-6(9)     | Mahesh Bhupathi / Mark Knowles | Nyikolaj Davigyenko Fernando González | David Nalbandian Radek Štěpánek Tommy Robredo Fernando Verdasco   |
| április 27. | Internazionali BNL d'Italia Róma, Olaszország ATP World Tour Masters 1000 €2,750,000 - Salak - 56S/28Q/24D               | Rafael Nadal 7-6(2), 6-2                       | Novak Đoković                  | Fernando González Roger Federer       | Fernando Verdasco Juan Mónaco Juan Martín del Potro Mischa Zverev |
| április 27. | Internazionali BNL d'Italia Róma, Olaszország ATP World Tour Masters 1000 €2,750,000 - Salak - 56S/28Q/24D               | Daniel Nestor / Nenad Zimonjić 7-6(5), 6-3     | Bob Bryan / Mike Bryan         | Fernando González Roger Federer       | Fernando Verdasco Juan Mónaco Juan Martín del Potro Mischa Zverev |

## Május
| Dátum               | Torna                                                                                                  | Győztes                                  | Ellenfél a döntőben                 | Elődöntősök                         | Negyeddöntősök                                               |
| ------------------- | --- | ---------------------------------------- | ----------------------------------- | ----------------------------------- | ------------------------------------------------------------ |
| május 3.            | Estoril Open Estoril, Portugália ATP World Tour 250 €450,000 - Salak - 32S/32Q/16D                     | Albert Montañés 5-7, 7-6(6), 6-0         | James Blake                         | Paul Capdeville Nyikolaj Davigyenko | Gilles Simon Óscar Hernández Florent Serra Mardy Fish        |
| május 3.            | Estoril Open Estoril, Portugália ATP World Tour 250 €450,000 - Salak - 32S/32Q/16D                     | Eric Butorac / Scott Lipsky 6-3, 6-2     | Martin Damm / Robert Lindstedt      | Paul Capdeville Nyikolaj Davigyenko | Gilles Simon Óscar Hernández Florent Serra Mardy Fish        |
| május 3.            | Serbia Open Belgrád, Szerbia ATP World Tour 250 $500,000 - Salak - 32S/32Q/16D                         | Novak Đoković 6-3, 7-6(0)                | Łukasz Kubot                        | Andreas Seppi Ivo Karlović          | Viktor Troicki Marcos Daniel Kristof Vliegen Flavio Cipolla  |
| május 3.            | Serbia Open Belgrád, Szerbia ATP World Tour 250 $500,000 - Salak - 32S/32Q/16D                         | Łukasz Kubot / Oliver Marach 6-2, 7-6(3) | Johan Brunström / Jean-Julien Rojer | Andreas Seppi Ivo Karlović          | Viktor Troicki Marcos Daniel Kristof Vliegen Flavio Cipolla  |
| május 3.            | BMW Open München, Németország ATP World Tour 250 €450,000 - Salak - 32S/28Q/16D                        | Tomáš Berdych 6-4, 4-6, 7-6(5)           | Mihail Juzsnij                      | Daniel Brands Jérémy Chardy         | Potito Starace Paul-Henri Mathieu Lleyton Hewitt Marin Čilić |
| május 3.            | BMW Open München, Németország ATP World Tour 250 €450,000 - Salak - 32S/28Q/16D                        | Jan Hernych / Ivo Minář 6-4, 6-4         | Ashley Fisher / Jordan Kerr         | Daniel Brands Jérémy Chardy         | Potito Starace Paul-Henri Mathieu Lleyton Hewitt Marin Čilić |
| május 10.           | Madrid Masters Madrid, Spanyolország ATP World Tour Masters 1000 €3,700,000 - Salak - 56S/28Q/24D      |                                          |                                     |                                     |                                                              |
| május 10.           | Madrid Masters Madrid, Spanyolország ATP World Tour Masters 1000 €3,700,000 - Salak - 56S/28Q/24D      |                                          |                                     |                                     |                                                              |
| május 17.           | Hypo Group Tennis International Pörtschach, Ausztria ATP World Tour 250 €450,000 - Salak - 32S/31Q/16D |                                          |                                     |                                     |                                                              |
| május 17.           | Hypo Group Tennis International Pörtschach, Ausztria ATP World Tour 250 €450,000 - Salak - 32S/31Q/16D |                                          |                                     |                                     |                                                              |
| május 17.           | World Team Cup Düsseldorf, Németország Csapat-világkupa €1,351,000 - Salak - 8 csapat                  |                                          |                                     | Csoportkörös vesztesek (A csoport)  | Csoportkörös vesztesek (B csoport)                           |
| május 17.           | World Team Cup Düsseldorf, Németország Csapat-világkupa €1,351,000 - Salak - 8 csapat                  |                                          |                                     | Csoportkörös vesztesek (A csoport)  | Csoportkörös vesztesek (B csoport)                           |
| május 25. június 1. | Roland Garros Párizs, Franciaország Grand Slam € - Salak - 128S/128Q/64D/32X                           |                                          |                                     |                                     |                                                              |
| május 25. június 1. | Roland Garros Párizs, Franciaország Grand Slam € - Salak - 128S/128Q/64D/32X                           |                                          |                                     |                                     |                                                              |
| május 25. június 1. | Roland Garros Párizs, Franciaország Grand Slam € - Salak - 128S/128Q/64D/32X                           | Vegyes páros:                            |                                     |                                     |                                                              |